# Edward Charles Colville
Edward Charles Colville, britanski general, * 1. september 1905, † 10. januar 1982.